# Shapley-Shubiks model for forhandlingsvægt
Shapley-Shubiks model for mandaternes forhandlingsvægt

er en model eller teori der
beskriver den måde, hvorpå mandaternes fordeling forvrænger billedet af den magtfordeling som reelt findes mellem enheder i en beslutningsprocess. 
Modellen er oprindeligt skabt som forklaringsmodel for arbejdet i komiteer i det amerikanske Senat, i aktieselskabers bestyrelser, samt som model, der beskriver rollefordelingen i forbindelse med vedtagelse af lovene, som går gennem Repræsentanternes Hus, Senatet og endelig præsidenten. Ikke desto mindre kan den overføres til brug for andre beslutningsprocesser; f.eks. dannelsen af en dansk regering. 

Formlen er temmelig omfattende og diskuteres ikke her, men i stedet kan en simpel tabel bruges til at beskrive modellen.
Her vil vi bruge Michael Lavers 
eksempel på mandatfordelingen:
- Parti A: 40%
- Parti B: 16%
- Parti C: 22%
- Parti D: 22%

Ideen er, at et givent parti kan sikre regeringsdannelsen ved det udslagsgivende mandat. Man stiller partierne op i en tabel i de mulige kombinationer og optæller derefter de kombinationer, der giver hvert parti det udslagsgivende mandat. Lavers eksempel giver dette resultat:
| Kombination |   |   |   |   | Udslagsgivende parti |
| ----------- | - | - | - | - | -------------------- |
| 1           | A | B | C | D | B (B) [B]            |
| 2           | A | B | D | C | B (B) [B]            |
| 3           | A | C | B | D | C (B) [C]            |
| 4           | A | C | D | B | C (B) [C]            |
| 5           | A | D | B | C | D (B) [B]            |
| 6           | A | D | C | B | D (B) [C]            |
| 7           | B | A | C | D | A (A) [A]            |
| 8           | B | A | D | C | A (A) [A]            |
| 9           | B | C | A | D | A (A) [A]            |
| 10          | B | C | D | A | D (D) [D]            |
| 11          | B | D | A | C | A (A) [A]            |
| 12          | B | D | C | A | C (C) [C]            |
| 13          | C | A | B | D | A (B) [A]            |
| 14          | C | A | D | B | A (B) [A]            |
| 15          | C | B | A | D | A (A) [A]            |
| 16          | C | B | D | A | D (D) [D]            |
| 17          | C | D | A | B | A (B) [A]            |
| 18          | C | D | B | A | B (B) [B]            |
| 19          | D | A | B | C | A (B) [B]            |
| 20          | D | A | C | B | A (B) [C]            |
| 21          | D | B | A | C | A (A) [A]            |
| 22          | D | B | C | A | C (C) [C]            |
| 23          | D | C | A | B | A (B) [A]            |
| 24          | D | C | B | A | B (B) [B]            |

Første bogstav er det umiddelbart udslagsgivende mandat, mens bogstaverne i hhv. parentes og klamme er modificeret først for én politisk akse, dernæst for begge politiske akser; Dvs. gammel og ny politik.
Således fordeler den afgørende stemme sig:
- Parti A: 12/24
- Parti B: 4/24
- Parti C: 4/24
- Parti D: 4/24

Brøkerne føres ind som procentsatser for de forskellige partier, hvor der er afrundet til hele point:
| Parti | Mandater | Forhandlingsvægt |
| ----- | -------- | ---------------- |
| A     | 40%      | 50%              |
| B     | 16%      | 17% (16,77%)     |
| C     | 22%      | 17% (16,77%)     |
| D     | 22%      | 17% (16,77%)     |

Imidlertid er det ikke sandsynligt at se regeringsdannelse mellem partier, der ligger fjernt fra hinanden. Kun partier, der ligger ved siden af hinanden vil danne regering. Det kaldes Minimal Connected Winning Coalition eller i Kaare Strøms 

optik: Viable Coalition.
En Viable Coalition (VC) fremstår, når det mindst mulige antal partier kan danne flertal uden at have ”huller” imellem sig. Hvis således partierne i Lavers eksempel kunne opstilles på en traditionel højre-venstre-skala: A, B, C, D ville partierne A, B og C kunne danne regering, men ikke partierne A, B og D, eftersom C mangler mellem B og D.
Et dansk eksempel på dette kunne være, at der ville kunne dannes regering mellem SF, S og RV, men næppe mellem S, K og DF, selv om de har mandaterne til det.
Igen kan vi bruge Lavers eksempel med modificering for hhv. en og to dimensioner, dvs. gammel og ny politik. Han opstiller partierne A, B, C, D på den ene dimension og A, C, B, D på den anden.
Udslagsgivende bliver nu partierne i parentes (med én dimension) og klamme (med to dimensioner) og så ser fordelingen således ud:
| Parti | Mandater | Forhandlingsvægt | Forhandlingsvægt modificeret med én dimension i VC | Forhandlingsvægt modificeret med to dimensioner i VC |
| ----- | -------- | ---------------- | -------------------------------------------------- | ---------------------------------------------------- |
| A     | 40%      | 50%              | 25%                                                | 42% (10/24)                                          |
| B     | 16%      | 17% (16,77%)     | 58%                                                | 25% (6/24)                                           |
| C     | 22%      | 17% (16,77%)     | 8%                                                 | 25% (6/24)                                           |
| D     | 22%      | 17% (16,77%)     | 8%                                                 | 8% (2/24)                                            |

Heraf ser vi altså at mandaterne ikke har den forhandlingsvægt, som de umiddelbart skulle have, da dette bestemmes af den samlede mandatfordeling i forhold til de partimæssige relationer.